# NGC 1540
NGC 1540 è una coppia di galassie interagenti situata nella costellazione dell'Eridano, a una distanza di circa 266 milioni di anni luce dalla nostra Via Lattea.

## Scoperta
La coppia di galassie è stata scoperta il 6 novembre 1834 dall'astronomo britannico John Herschel.

## Descrizione
NGC 1540 è costituita da due galassie interagenti codificate come PGC 15433 (in basso) e PGC 15434 (in alto). NED inverte la codifica delle due galassie.
PGC 14733 è una galassia a spirale del tipo Sab? pec, mentre PGC 14734 è una galassia a spirale o irregolare del tipo Sa? o Irr? pec.
La velocità di recessione delle due galassie (5633 e 5562 km/s) è molto simile, indicando che si trovano alla stessa distanza dalla nostra Via Lattea e confermando quindi che esse sono effettivamente in collisione tra loro.